# 金特四十三世 (施瓦茨堡-松德斯豪森)
金特四十三世（德語：Günther XLIII.，1678年8月13日—1740年11月28日），施瓦茨堡-松德斯豪森親王，1720年至1740年在位。
1712年，金特與安哈特-貝恩堡的伊莉莎白·阿爾貝汀結婚，兩人沒有子女。金特於1740年去世，弟弟亨利三十五世繼位。